# Joel Lützow
Joel Peter August Lützow (17 marzo 1995) è un attore svedese.

## Biografia
Joel Lützow è cresciuto a Sollentuna ed ha frequentato la Franska Skolan di Stoccolma come liceo. Ha poi studiato all'Istituto reale di tecnologia. 
Ha debuttato come attore nel 2005 in un episodio della serie televisiva Supersnällasilversara och Stålhenrik e da allora è apparso in numerosi film e produzioni televisive. Il suo primo film cinematografico è stato La rivincita di Klara del 2010. Dal 2015 al 2022 ha recitato nella serie televisiva Gåsmamman. 
Durante l'autunno 2015, l'autunno 2017 e l'autunno 2018, Lützow ha lavorato come insegnante supplente presso il ginnasio Södra Latin di Stoccolma.

## Filmografia

### Cinema
- La rivincita di Klara (Klara), regia di Alexander Moberg (2010)
- Mini, regia di Milad Alami - cortometraggio (2014)
- Samma som du, regia di Philip W. da Silva - cortometraggio (2015)
- Ingen kan vinna, regia di Mårten Svedberg - cortometraggio (2017)
- Void, regia di Jimmy Olsson - cortometraggio (2017)
- Feed, regia di Johannes Persson (2022)

### Televisione
- Supersnällasilversara och Stålhenrik – serie TV, 1 episodio (2005)
- Guds tre flickor – serie TV, 3 episodi (2009-2010)
- Främmande land, regia di Anders Hazelius e Niklas Holmgren – film TV (2010)
- Dubbelliv – serie TV, 24 episodi (2010-2012)
- Vikingshill, regia di Tord Danielsson – miniserie TV, 5 episodi (2014)
- Omicidi a Sandhamn (Morden i Sandhamn) – serie TV, 3 episodi (2015)
- Gåsmamman – serie TV, 46 episodi (2015-2022)
- Filip och Mona – serie TV, 5 episodi (2019)
- Der Kommissar und das Meer – serie TV, 1 episodio (2019)
- Trevlig helg – serie TV, 7 episodi (2021)
- The Playlist, regia di Per-Olav Sørensen e Hallgrim Haug – miniserie TV (2022)